# Санрайз (газоконденсатне родовище)
Санрайз — офшорне газоконденсатне родовище в Тиморському морі. Знаходиться за 150 км на південний схід від острова Тимор та за 450 км на північний захід від Дарвіна (Австралія). Належить до нафтогазоносного басейну Bonaparte.

## Характеристика
Розташоване в межах Спільної території розробки вуглеводнів (Joint Petroleum Development Area, JPDA), якою володіють Східний Тимор та Австралія. Її існування викликане тривалою суперечкою щодо кордонів економічних зон між Австралією та країнами, які у 20 столітті послідовно володіли східною частиною острова — Португалією, Індонезією та незалежним Східним Тимором.
Родовище відкрите в 1974 році в районі з глибинами моря від 100 до 600 метрів. Поклади вуглеводнів виявлено у відкладеннях середньої юри. Наприкінці 1990-х проведена кампанія з дорозвідки, яка підтвердила суттєві розміри відкриття.
Підтверджені та ймовірні ресурси (2С), разом з розташованими поряд родовищами Troubadour та Sunset (всі три об'єднують під назвою Великий Санрайз), оцінюються 150 млрд м³ газу та 226 млн барелів конденсату.
Розробкою родовища збирається займатись консорціум у складі австралійської Woodside (оператор, 33,44 %), Conoco Phillips (30 %), Shell (26.56 %) та японської Osaka Gas (10 %). Проєкт стикався з затримками через суперечку між учасниками Спільної території розробки вуглеводнів відносно розподілу доходів. 2007 року було досягнуто домовленості щодо пропорції 50/50, проте суперечка продовжилась та призвела у 2013-му до звернення Східного Тимору в арбітраж.
Існує також невизначеність зі схемою розробки Великого Санрайзу. Уряд Східного Тимору, зацікавлений у створенні якнайбільшої кількості робочих місць в країні, наполягає на спорудженні заводу зі зрідження газу на узбережжі острова. Проте при цьому буде необхідно прокласти трубопровід через Тиморський жолоб на глибинах до 3 км. Іноземний інвестор заперечує проти такого витратного і технічно складного проєкту, в якому головну небезпеку відіграє навіть не глибина моря, а сейсмічна активність та зсуви на схилах жолоба. 2016 року Woodside висунула вимогу до владних інституцій Тимору — або погодитись на розробку за допомогою плавучого заводу зі зрідження природного газу, або вона полишить проєкт, необхідні інвестиції в який оцінюють у 40 млрд доларів США.
У випадку початку розробки Санрайзу доходи від неї складуть важливе джерело надходжень до бюджету Східного Тимору, в якому наразі до 95 % становлять доходи від розробки іншого родовища Спільної території — Байу-Ундан.